# (29955) 1999 JE90
A (29955) 1999 JE90 a Naprendszer kisbolygóövében található aszteroida. A LINEAR projekt keretében fedezték fel 1999. május 12-én.